# Merri
Pour les articles ayant des titres homophones, voir Merry, Mery, Mairy et Mairie.
Merri est une commune française, située dans le département de l'Orne en région Normandie, peuplée de 151 habitants.

## Géographie
La commune de Merri se situe dans le centre-nord du département de l'Orne, à 50 km au sud de Caen et à 180 km à l'ouest de Paris. Elle est traversée par la Dives, ainsi que le Douit Bourget.
| Crocy Calvados    |        | Ommoy    |
| Fourches Calvados | Merri  |          |
| Vignats Calvados  | Brieux | Bailleul |

## Toponymie
Le nom de la localité est attesté sous les formes Medro en 900, Marreyum en 1335 et  Merré (sans date).
Le toponyme serait issu de l'anthroponyme roman Matrius adjoint du suffixe -acum.
Le gentilé est Merrien.

### Hydrographie
La commune est située dans le bassin Seine-Normandie. Elle est drainée par la Dives, le Douit, le fossé 02 de Launay et un autre petit cours d'eau,.
La Dives, d'une longueur de 105 km, prend sa source dans la commune de Gouffern en Auge et se jette  dans la baie de Seine en limite de Cabourg et de Dives-sur-Mer, après avoir traversé 34 communes. 

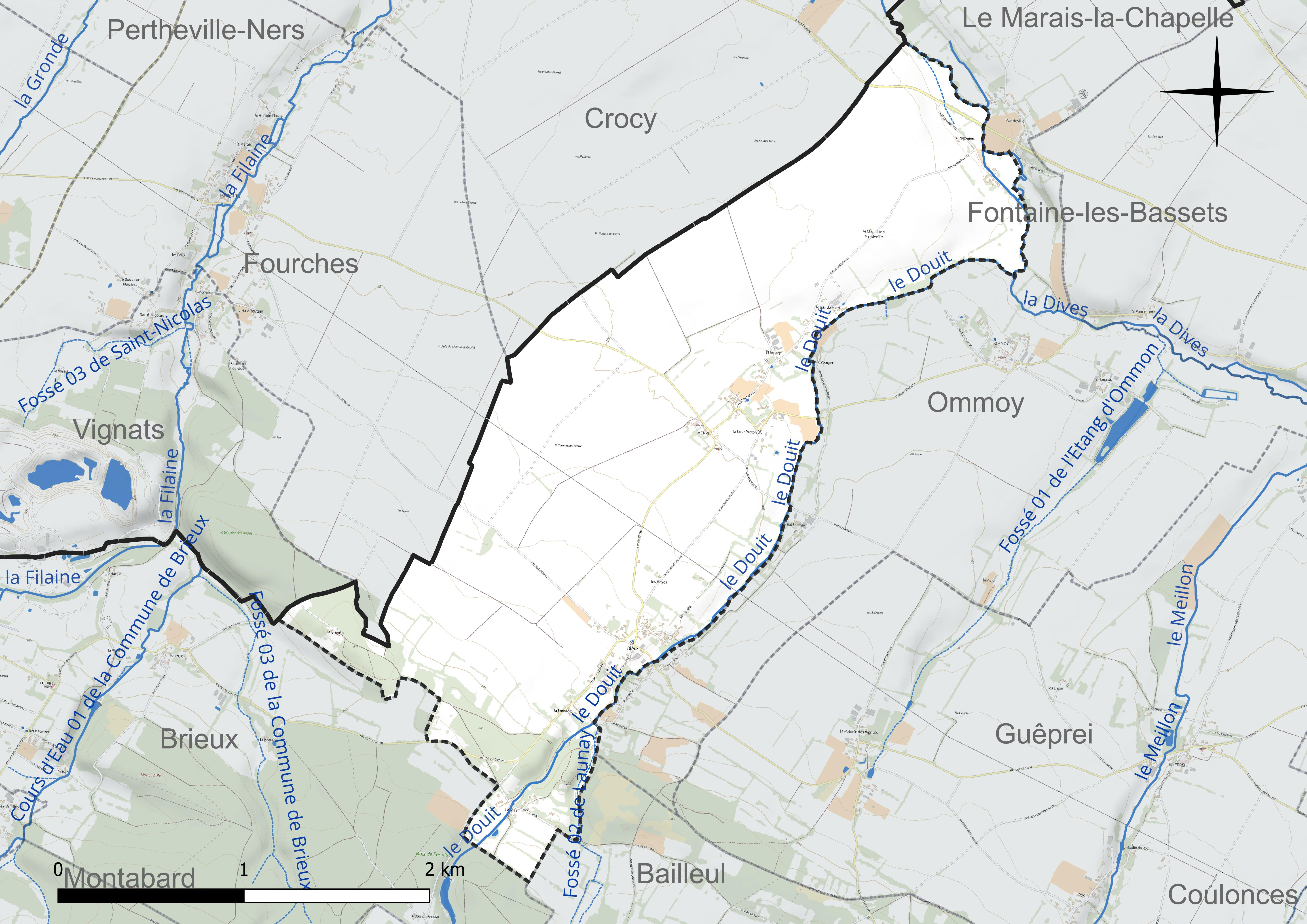
Réseau hydrographique de Merri.

### Climat
Pour des articles plus généraux, voir Climat de la Normandie et Climat de l'Orne.
En 2010, le climat de la commune est de type climat océanique dégradé des plaines du Centre et du Nord, selon une étude du CNRS s'appuyant sur une série de données couvrant la période 1971-2000. En 2020, Météo-France publie une typologie des climats de la France métropolitaine dans laquelle la commune est exposée à un climat océanique et est dans la région climatique Normandie (Cotentin, Orne), caractérisée par une pluviométrie relativement élevée (850 mm/a) et un été frais (15,5 °C) et venté. Parallèlement le GIEC normand, un groupe régional d’experts sur le climat, différencie quant à lui, dans une étude de 2020, trois grands types de climats pour la région Normandie, nuancés à une échelle plus fine par les facteurs géographiques locaux. La commune est, selon ce zonage, exposée à un « climat des plateaux abrités », correspondant à la plaine agricole de Caen à Falaise, sous le vent des collines de Normandie et proche de la mer, se caractérisant par une pluviométrie et des contraintes thermiques modérées.
Pour la période 1971-2000, la température annuelle moyenne est de 10,5 °C, avec une amplitude thermique annuelle de 12,9 °C. Le cumul annuel moyen de précipitations est de 710 mm, avec 11,2 jours de précipitations en janvier et 7,3 jours en juillet. Pour la période 1991-2020, la température moyenne annuelle observée sur la station météorologique la plus proche, située sur la commune de Damblainville à 9 km à vol d'oiseau, est de 11,6 °C et le cumul annuel moyen de précipitations est de 716,8 mm,. Pour l'avenir, les paramètres climatiques de la commune estimés pour 2050 selon différents scénarios d’émission de gaz à effet de serre sont consultables sur un site dédié publié par Météo-France en novembre 2022.

## Urbanisme

### Typologie
Au 1er janvier 2024, Merri est catégorisée commune rurale à habitat très dispersé, selon la nouvelle grille communale de densité à sept niveaux définie par l'Insee en 2022.
Elle est située hors unité urbaine. Par ailleurs la commune fait partie de l'aire d'attraction d'Argentan, dont elle est une commune de la couronne,. Cette aire, qui regroupe 50 communes, est catégorisée dans les aires de moins de 50 000 habitants,.

### Occupation des sols
L'occupation des sols de la commune, telle qu'elle ressort de la base de données européenne d’occupation biophysique des sols Corine Land Cover (CLC), est marquée par l'importance des territoires agricoles (91,6 % en 2018), en augmentation par rapport à 1990 (88,2 %). La répartition détaillée en 2018 est la suivante : 
terres arables (71,9 %), prairies (16,3 %), forêts (8,4 %), zones agricoles hétérogènes (3,4 %). L'évolution de l’occupation des sols de la commune et de ses infrastructures peut être observée sur les différentes représentations cartographiques du territoire : la carte de Cassini (XVIIIe siècle), la carte d'état-major (1820-1866) et les cartes ou photos aériennes de l'IGN pour la période actuelle (1950 à aujourd'hui).

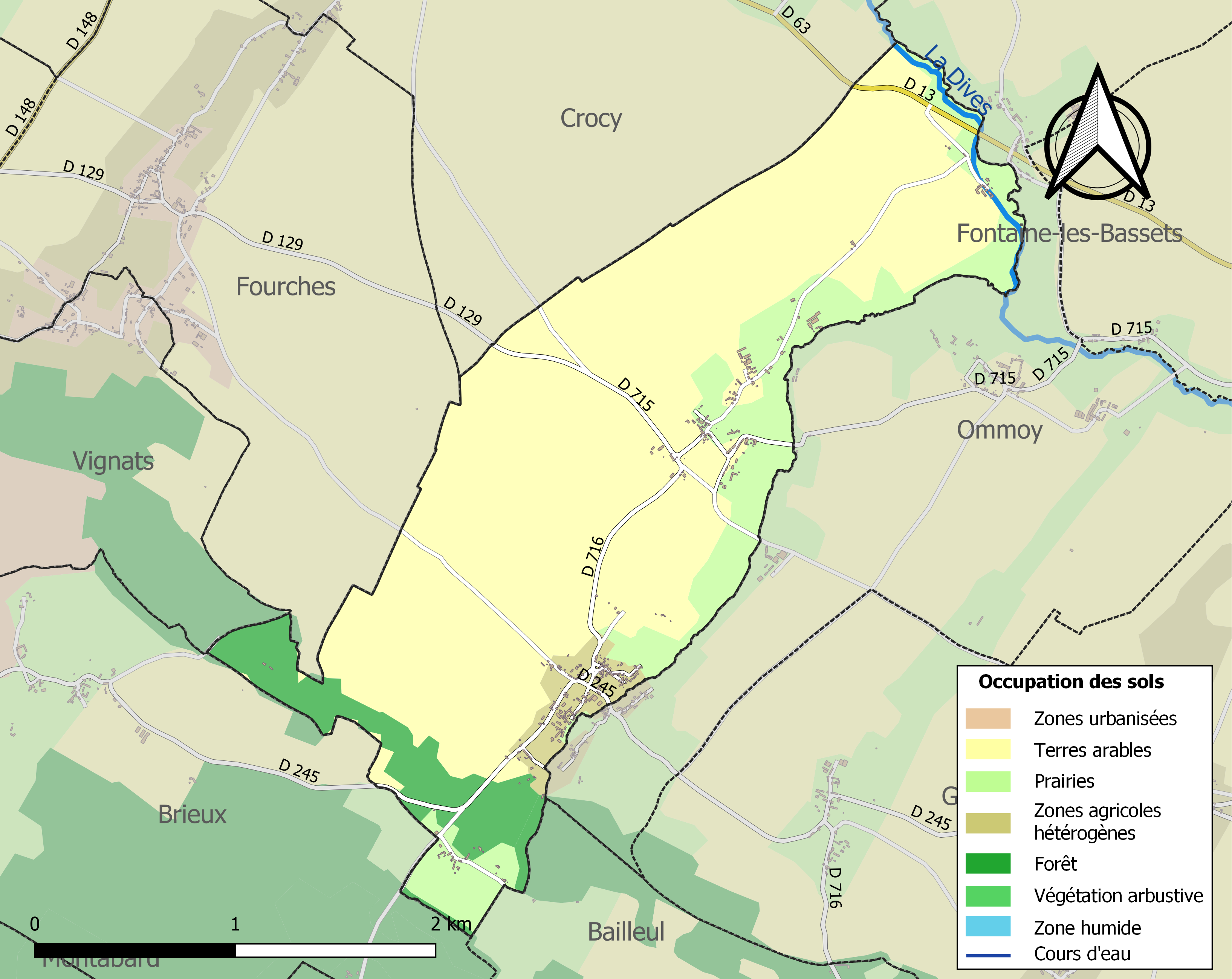
Carte des infrastructures et de l'occupation des sols de la commune en 2018 (CLC).

## Histoire
Le site est habité à partir du Néolithique, au camp de Bierre. Ce camp celtique est un témoignage unique de l'histoire de l'installation de l'homme en Normandie[réf. nécessaire].

## Politique et administration
| Période                                  | Période  | Identité         | Étiquette | Qualité |
| ---------------------------------------- | -------- | ---------------- | --------- | ------- |
| 1989                                     | mai 2020 | Lionel Guillaume | SE        |         |
| mai 2020                                 | En cours | Nadine Boisseau  | SE        |         |
| Les données manquantes sont à compléter. |          |                  |           |         |

## Démographie
L'évolution du nombre d'habitants est connue à travers les recensements de la population effectués dans la commune depuis 1793. Pour les communes de moins de 10 000 habitants, une enquête de recensement portant sur toute la population est réalisée tous les cinq ans, les populations de référence des années intermédiaires étant quant à elles estimées par interpolation ou extrapolation. Pour la commune, le premier recensement exhaustif entrant dans le cadre du nouveau dispositif a été réalisé en 2008.
En 2022, la commune comptait 151 habitants, en évolution de −10,65 % par rapport à 2016 (Orne : −3,21 %, France hors Mayotte : +2,11 %).
| 1793 | 1800 | 1806 | 1821 | 1836 | 1841 | 1846 | 1851 | 1856 |
| ---- | ---- | ---- | ---- | ---- | ---- | ---- | ---- | ---- |
| 434  | 541  | 559  | 592  | 598  | 583  | 519  | 503  | 475  |

| 1861 | 1866 | 1872 | 1876 | 1881 | 1886 | 1891 | 1896 | 1901 |
| ---- | ---- | ---- | ---- | ---- | ---- | ---- | ---- | ---- |
| 421  | 398  | 354  | 364  | 343  | 310  | 287  | 283  | 273  |

| 1906 | 1911 | 1921 | 1926 | 1931 | 1936 | 1946 | 1954 | 1962 |
| ---- | ---- | ---- | ---- | ---- | ---- | ---- | ---- | ---- |
| 303  | 272  | 239  | 267  | 231  | 228  | 231  | 257  | 255  |

| 1968 | 1975 | 1982 | 1990 | 1999 | 2006 | 2008 | 2013 | 2018 |
| ---- | ---- | ---- | ---- | ---- | ---- | ---- | ---- | ---- |
| 237  | 185  | 154  | 142  | 142  | 151  | 154  | 168  | 158  |

| 2022 | - | - | - | - | - | - | - | - |
| ---- | - | - | - | - | - | - | - | - |
| 151  | - | - | - | - | - | - | - | - |

## Lieux et monuments
- Camp de Bierre, site protohistorique : triple enceinte de pierre sèche couvrant 8 ha. Fouilles et visites commentées durant l'été.
- Église Saint-Claude comportant des éléments du XIe siècle. Clocher du XIIe siècle et nef unique remaniée au XIXe siècle. Beau retable à doubles colonnes du XVIIIe siècle. Porche latéral côté sud en pierre et en bois.

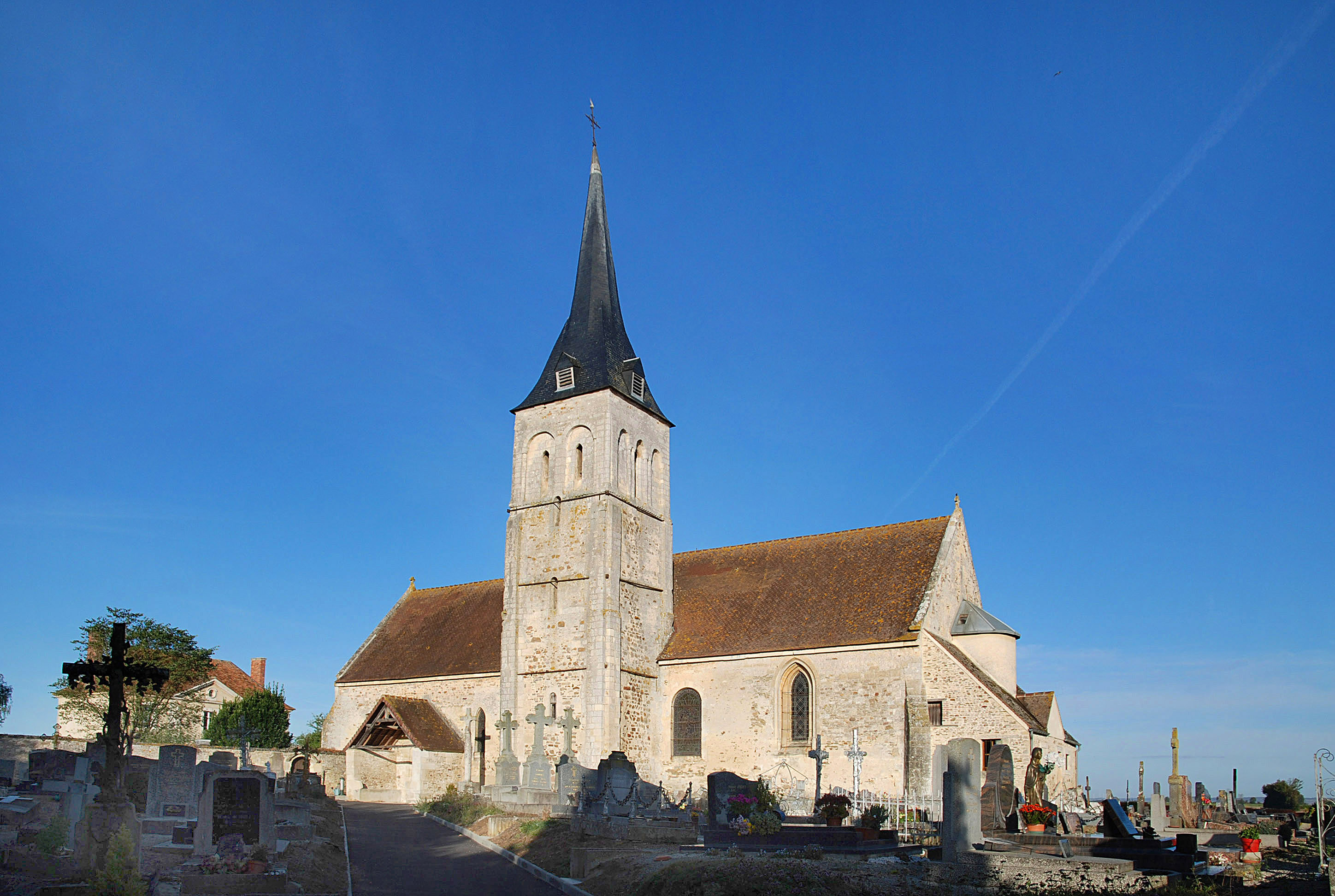
L’église Saint-Claude.
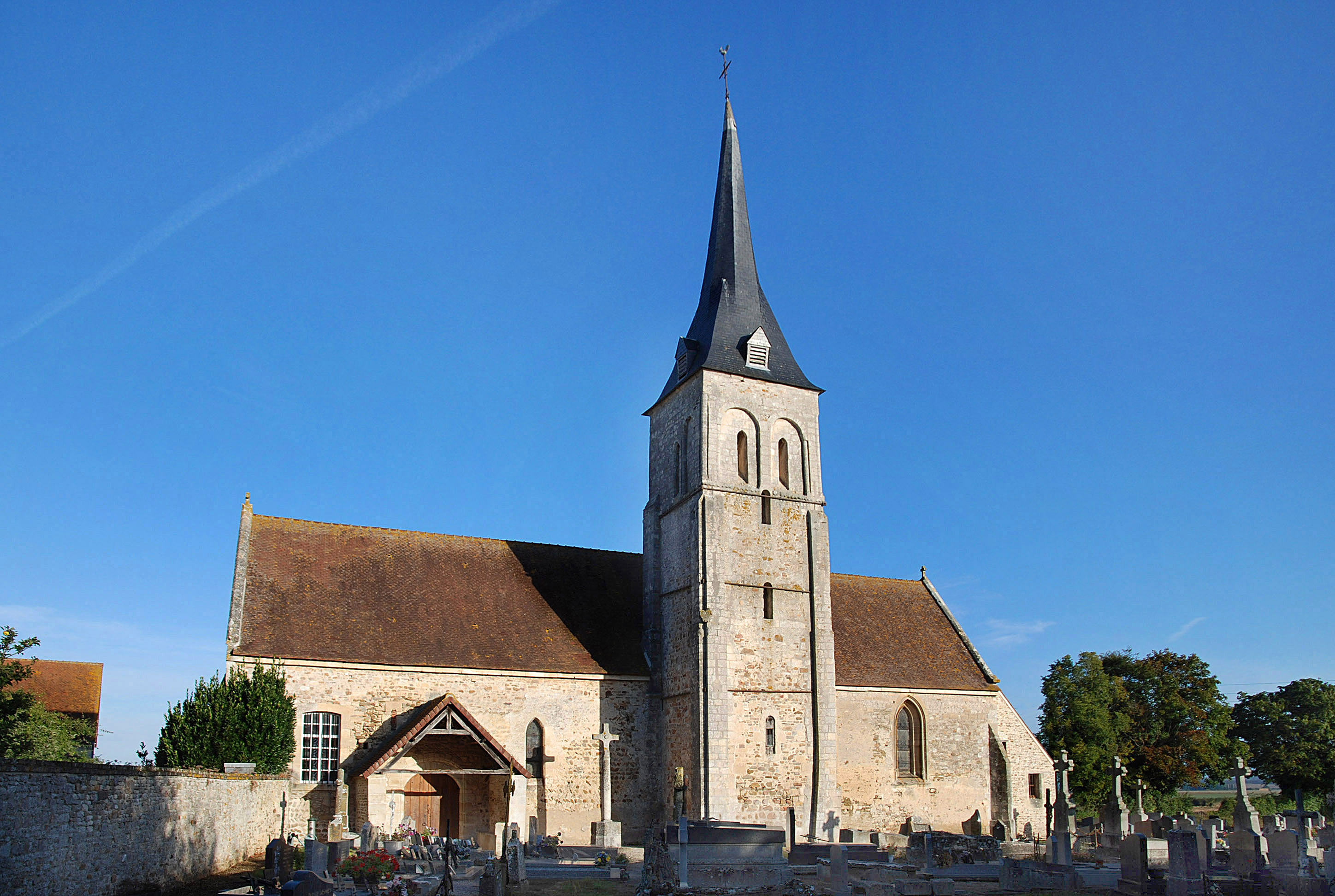
L’église Saint-Claude.
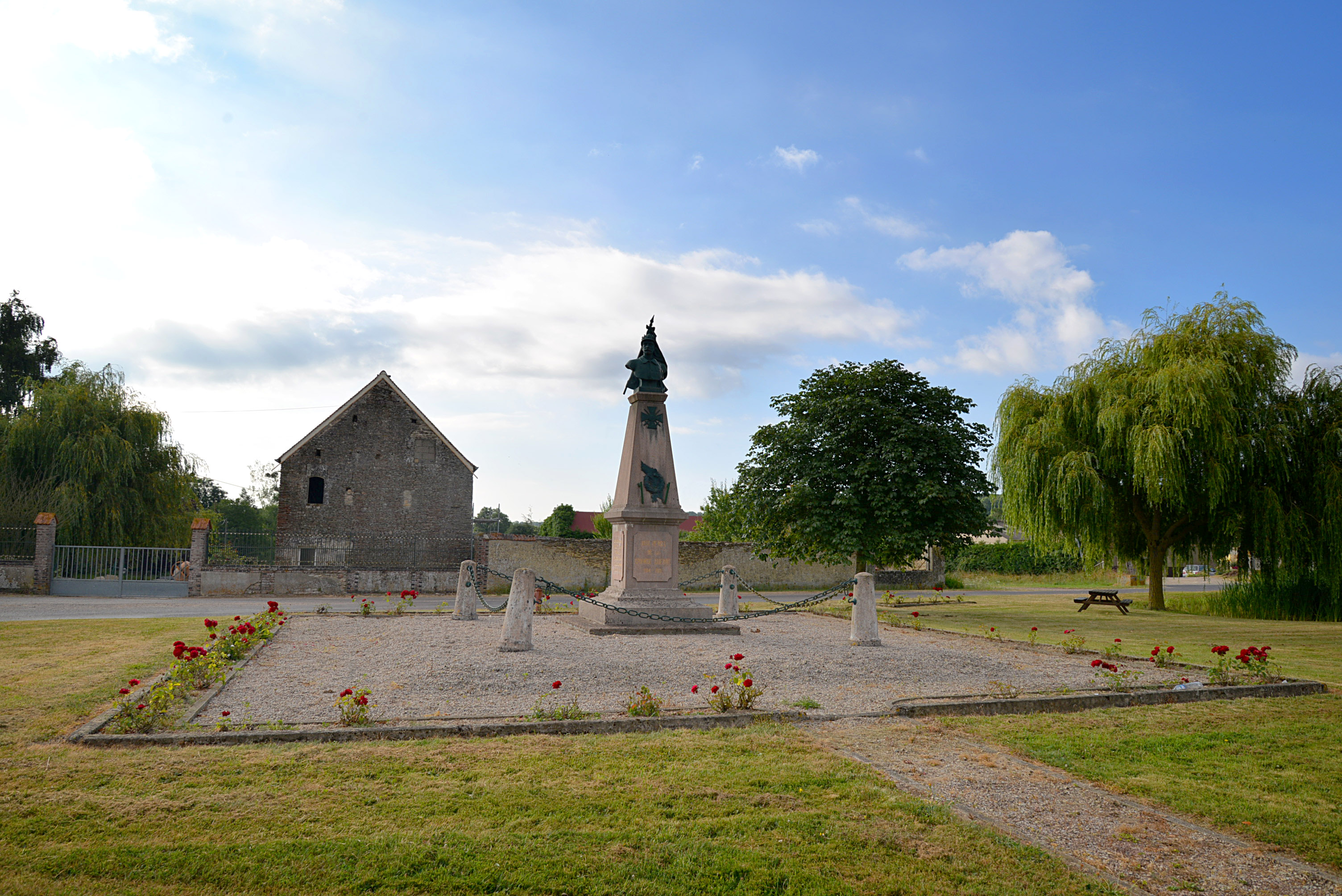
Le monument aux morts. (Bière)

## Personnalités liées à la commune
- Jacqueline Pierreux (1923-2005), actrice, est enterrée à Merri où elle possédait une maison[réf. nécessaire]. Elle est la mère de Jean-Pierre Léaud.